# Cayo Calpurnio Pisón (cónsul 67 a. C.)
Cayo o Gayo Calpurnio Pisón (en latín, Gaius Calpurnius Piso) fue cónsul de la República de Roma.
Fue cónsul en el 67 a. C., con Manio Acilio Glabrión. Pertenecía al partido de la alta aristocracia, y como cónsul lideró la oposición a la propuesta de ley del tribuno Aulo Gabinio, por la cual se concedía a Cneo Pompeyo Magno extraordinarios poderes para que condujera la guerra contra los pìratas. Pisón llegó incluso a amenazar la vida del propio Pompeyo, diciéndole que, 

si quería emular a Rómulo, él no podría escapar al final de Rómulo.

La ley, no obstante, fue aprobada a pesar de toda la oposición de Pisón y su partido. Poco después cuando las órdenes de Pompeyo no fueron obedecidas en la Galia Narbonense, supuestamente a causa de las intrigas del propio Pisón, Gabinio propuso privarle de lo que le quedaba de consulado, una medida que la prudencia de Pompeyo le aconsejó no llevar a cabo.
Pisón no tuvo un consulado tranquilo; otro tribuno de la plebe, Cayo Cornelio, propuso varias leyes que iban directamente en contra de los intolerables abusos cometidos por la aristocracia. A pesar de todo ello Pisón resistió enconadamente. No hubo nadie que realizara con mayor rigurosidad la supervisión de las elecciones, para evitar sobornos. A pesar de las oscuras prácticas del Senado romano en cuestión de sobornos, los hechos hicieron que el elitista cuerpo por cuestión de decencia apoyara a Pisón. El Senado alegaba que la ley de Cornelio era demasiado severa, así que presionaron a los cónsules para que presentaran una ley menos rigurosa (la lex Atilia Calpurnia), que imponía a los infractores una multa, su expulsión del Senado y de toda magistratura pública. Fue el deseo de disminuir la corrupción en las elecciones lo que hizo que Pisón se uniera a su colega consular en esta propuesta de ley, debido a una acusación contra él en el año anterior, por soborno para obtener su propia elección al consulado.
En 66 a. C. y en 65 a. C., obtuvo el gobierno de la Galia Narbonense como procónsul y reprimió una insurrección de los Alógobres. Extorsionó a su provincia y fue defendido, en el año 63 a. C. por Cicerón cuando fue acusado de haber robado a los Alógobres y de haber ejecutado injustamente a un hombre en la Galia Transalpina. Pisón había sido acusado de este último cargo a instigación de César, y en venganza imploró a Cicerón que acusó sin éxito a César de formar parte de la Conjura de Lucio Sergio Catilina
Pisón murió al estallar la guerra civil, aunque se desconoce el año exacto de su defunción. Cicerón lo describe como un habilidoso orador.